# Synagogue de Bova Marina
La synagogue de Bova Marina est un édifice de culte juif bâti durant la période romaine, au IVe siècle, sur le territoire de l'actuelle commune de Bova Marina (en Calabre). Redécouverte en 1986, elle est la seconde plus vieille synagogue d'Italie, après la synagogue d'Ostie, et une des plus anciennes d'Europe.

## Histoire
Entre 1983 et 1986, des fouilles archéologiques au lieu-dit Deri (dans la commune de Bova Marina) mettent au jour des vestiges d'une ancienne synagogue datant de l'Antiquité. Ce lieu de culte aurait été bâti au IVe siècle (ce qui en fait la plus ancienne synagogue du sud de l'Italie) avant d'être abandonné entre le Ve siècle et le VIe siècle,.
À une époque où l'actuelle ville de Bova Marina n'existait pas, cette synagogue aurait été le principal lieu de culte de la communauté juive de Scyle (ancienne cité côtière à proximité). La synagogue est située à proximité des vestiges d'une ancienne villa romaine et d'une petite nécropole.

## Disposition de l'édifice
L'archéologue Liliana Costamagna a notamment établi des parallèles entre la structure architecturale de la synagogue de Bova Marina et celle de certaines synagogues palestiniennes. Les mosaïques peuvent quant à elles être comparées avec la décoration de certaines synagogues contemporaines à Tunis et en Sicile.